# Viborg F.F.
Viborg Fodsports Forening (forkortet Viborg F.F., VFF) er en dansk fodboldklub hjemmehørende i den midtjyske domkirkeby Viborg. Klubben blev stiftet den 1. april 1896.
Klubbens førstehold spillede fra 1998 til 2008 i Superligaen, men måtte rykke ned i 1. division efter ti år i den bedste fodboldrække. Efter fem sæsoner i 1. division vendte klubben tilbage til Superligaen for sæsonen 2013/2014, hvorefter klubben rykkede ned til 1. division i sæsonen 2014/2015, og efterfølgende rykkede klubben op i Superligaen igen til sæsonen 2015/2016. Sidenhen er klubben atter rykket ned til 1. division.
Efter at have vundet NordicBet Ligaen (1. division) i sæsonen 2020-21 vendte klubben atter tilbage til Superligaen til sæsonen, hvor det blev til en 7. plads.
Klubben spiller sine hjemmebanekampe på Energi Viborg Arena, der har plads til 10.000 tilskuere.
Fra sæsonen 2022/23 overtog Capelli Sport sponsoratet af spillertøj til hele Viborg F.F., herunder også amatørafdelingen. Klubbens hjemmebanetrøje er grøn med nedtonet kløverprint, hvide shorts og grønne strømper. Udebanetrøjen er hvid med grønne shorts og hvide strømper.

## Klubbens historie

### 1896-1930
Viborg Fodsports Forening blev oprettet 1. april 1896, oprindelig som en klub for flere forskellige sportsgrene, blandt andet cricket, atletik og brydning.
Villy Buhl blev klubbens første medaljevinder ved danske mesterskaber da han 1910 fik sølv i længdespring og bronze på 100 meter.
Fodbold kom først for alvor til senere. I 1924 vandt Viborg F.F. Mesterrækken, hvilket var datidens bedste fodboldliga i Jylland.
Hermann Brügmann deltog i OL 1928, som klubbens første og frem til i dag eneste OL-deltager. Ved OL i Amsterdam deltog han som længdespringer og trespringer. I længdespring blev han nummer 30 med et spring på 6.62 og i trespring nummer 18 med 13,82. Han vandt i perioden 1921-1927 fire danske mesterskaber i længdespring og to i trespring derudover satte han to danske rekorder i trespring. Brügmann havde også en 20-årig karriere som fodboldspiller i klubben.
Efter en række idrætsgrene i 1929 blev udskilt i selvstændige foreninger, dyrkedes herfra udelukkende fodbold i klubben.

### 1931-1989
Op gennem 1950’erne kæmpede VFF for at komme op i divisionerne, men først i 1959 lykkedes det at komme op i 4. division for første gang, idet kvalifikationen hertil havde fejlet ved adskillige tætte forsøg.
En af de spillere, der var med til oprykningen i 1959, var Erik Bundgaard. Bundgaards 421 kampe stod som klubrekord indtil 2008, hvor Jakob Glerup overtog denne rekord.
Bortset fra et par sæsoner i starten af 1970’erne har klubben siden 1959 aldrig været placeret i turneringer under divisionsrækkerne.

### 1990-2000
Det var først i 1990'erne, at klubben gjorde væsen af sig i fodbold på landsplan. Indtil da havde klubben haft en tilværelse i de lavere rækker på nær en enkelt sæson i 1. division (dengang den bedste række) i 1980 og 1989. En væsentlig investering i ungdomsfodbold gav imidlertid bonus, og i 1993 kom klubben for første gang op i landets bedste fodboldrække, Superligaen, som var blevet grundlagt i 1991. Opholdet i topdivisionen varede dog kun én sæson, inden man igen måtte en tur ned i 1. division. Men allerede året efter vendte klubben tilbage til Superligaen, og efter et par op- og nedrykninger rykkede man endeligt op i 1998 og vedblev at være der indtil sæsonen 2007/2008.

### 2000-2010
Klubbens fineste sæson kom i 1999/2000, hvor klubben vandt den danske Pokalturnering med en sejr på 1-0 over AaB i finalen, og desuden sluttede på en 4. plads, hvilket er klubbens højeste slutplacering i Superligaen.
I sæsonen 05/06 var VFF tæt på at snuppe bronze, dog kneb det med at vinde de afgørende kampe, hvilket medførte endnu en fjerdeplads.
Sæsonen efter blev meget skuffende. Man havde ansat den tidligere assistenttræner, Flemming Nielsen som sportsdirektør. Efter få kampe stod den daværende træner Ove Christensen frem på TV og kritiserede offentligt ledelsens indkøb. Han fik sammen med Flemming Nielsen fyresedlen onsdag den 26. juli. Derefter blev assistenttræneren Tommy Møller Nielsen ansat som cheftræner, indtil han blev erstattet af den succesfulde svenske træner Anders Linderoth, mens Møller Nielsen igen blev ansat som assistenttræner. Man havde stor tiltro til Linderoths evner, men successen fulgte ikke til Danmark, og det blev kun til en skuffende 9. plads i Superligaen. I sæsonen 07/08 forsatte Viborg F.F. med dårlige resultater. Det medførte fyringen af træneren Anders Linderoth og assistenttræneren Tommy Møller Nielsen den 9. november 2007, hvorefter målmandstræneren Stephen Lowe og U-18 træneren Jan Østergaard overtog i de sidste kampe i efterårssæsonen.
Klubben ansatte herefter Hans Eklund og Søren Frederiksen, der blev købt fri af Skive IK. Herefter hentede klubben en næsten ny trup, og efter nogle gode træningskampe havde man tiltro til, at skuden kunne vende for Viborg F.F.. Desværre forsatte man i samme spor i forårssæsonen som i efterårssæsonen, og snart blev man klar over, at vejen gik mod 1. division.

I 1. division lagde Viborg F.F. hårdt fra land, og røg direkte ind på førstepladsen fra starten. Men efter den gode start gik holdet i stå, og begyndte at tabe kampe. Efter at klubben havde tabt 2-3 til det absolutte bundhold Lolland-Falster Alliancen blev Hans Eklund fyret den 8. april 2009, og Søren Frederiksen overtog pladsen com cheftræner.
I sommeren 2009 blev den danske træner Lars Søndergaard ansat som cheftræner i Viborg F.F., og Søren Frederiksen indtog atter rollen som assistenttræner. Desuden blev der fremsat en 3 års plan for klubben, som betyder, at man ønsker en større satsning på talenterne fra FK Viborg, og en oprykning til Superligaen skal nåes i løbet af 3 år. Det første år med Søndergaard og Frederiksen på bænken har betydet, at tre FK Viborg talenter har fået deres debut, Christian Stisen, Kasper Østervemb og Carlos Shiralipoor, men holdet hører stadig til den bløde mellemvare i 1. division. .
I vinterpausen 2009/2010 skiftede Ralf Pedersen til Danmarksserieklubben Kjellerup IF som spillende assistenttræner. Jesper Lindegaard fik ikke forlænget sin kontrakt, og brasilianeren Alex da Silva valgte at blive væk fra Viborg, hvilket betød en opsigelse af dennes kontrakt. Vinterpausen 2009/10 blev især kendt for en episode en lørdag morgen, hvor direktøren Morten Jensen og en række af spillerne mødte op en hel dag for at rydde kunstgræsbanen for sne.

### 2011-nu
Viborg FF har i årene til 2011 og frem til i dag (2023) præsteret svingende og er som resultat deraf rykket frem og tilbage mellem Superligaen og 1. division ad flere omgange.
I 2019 hentede Viborg FF fodboldspilleren Bernio Verhagen til klubben. Det viste sig dog, at der var tale om yderst veludført bedrageri, hvilket blev afsløret, da Verhagen deltog i træningerne og præsterede langt under det forventede niveau.
I foråret 2022 fik reportageserien For enhver fucking pris premiere, hvilket gav et indblik i klubbens organisation. I løbet af serien sagde daværende cheftræner Lars Friis op.
I efteråret 2022 blev Viborg FFs daværende sportschef, Jesper Fredberg, tilbudt et job i Anderlecht, som han endte med at acceptere og tiltrådte 1. januar 2023. Mads Agesen blev sidenhen sportschef i Viborg efter Fredbergs skifte.
Den 29. maj 2023 blev der sat tilskuerrekord for Viborg FF, da der var samlet 9.523 tilskuere til kampen mod F.C. København. Dermed blev rekorden fra 2006 slået – dengang var det også mod FCK i en kamp, der blev overværet af 9.353 tilskuere.
I august 2023 satte klubben endnu en rekord med salget af Anton Gaaei til hollandske AFC Ajax som den dyreste solgte spiller i klubben nogensinde.

### Placeringer gennem tiderne
Viborg F.F.'s placeringer gennem tiderne. (pr. 24. maj 2025)
| Sæson     | Division    | Placering | Point (i alt) | Vundet | Uafgjort | Tabte | Mål (for) | Mål (imod) | Pokalturneringen | UEFA Kampe                  |
| --------- | ----------- | --------- | ------------- | ------ | -------- | ----- | --------- | ---------- | ---------------- | --------------------------- |
| 2024/2025 | Superligaen | 8         | 47            | 12     | 11       | 9     | 57        | 50         | Semifinale       | Ikke deltagende             |
| 2023/2024 | Superligaen | 8         | 40            | 10     | 7        | 14    | 38        | 48         | 4. Runde         | Ikke deltagende             |
| 2022/2023 | Superligaen | 4         | 51            | 14     | 9        | 9     | 44        | 35         | Kvartfinale      | Playoff i Conference League |
| 2021/2022 | Superligaen | 7         | 44            | 10     | 14       | 8     | 45        | 43         | 2. Runde         | Ikke deltagende             |
| 2020/2021 | 1. division | 1         | 76            | 23     | 7        | 2     | 71        | 24         | 2. Runde         | Ikke deltagende             |
| 2019/2020 | 1. division | 2         | 59            | 17     | 8        | 8     | 66        | 44         | 3. Runde         | Ikke deltagende             |
| 2018/2019 | 1. division | 2         | 60            | 17     | 9        | 7     | 61        | 37         | 2. Runde         | Ikke deltagende             |
| 2017/2018 | 1. division | 4         | 54            | 15     | 9        | 9     | 58        | 42         | 2. Runde         | Ikke deltagende             |
| 2016/2017 | Superligaen | 13        | 33            | 8      | 9        | 15    | 35        | 47         | 3 Runde          | Ikke deltagende             |
| 2015/2016 | Superligaen | 8         | 40            | 11     | 7        | 15    | 34        | 42         | 1/8 finale       | Ikke deltagende             |
| 2014/2015 | 1. division | 1         | 65            | 17     | 14       | 2     | 47        | 20         | 1. Runde         | Ikke deltagende             |
| 2013/2014 | Superligaen | 12        | 28            | 6      | 10       | 17    | 38        | 63         | 3. Runde         | Ikke deltagende             |
| 2012/2013 | 1. division | 1         | 62            | 17     | 11       | 5     | 60        | 30         | 2. Runde         | Ikke deltagende             |
| 2011/2012 | 1. division | 4         | 40            | 10     | 10       | 6     | 45        | 34         | 1/8 finale       | Ikke deltagende             |
| 2010/2011 | 1. division | 11        | 33            | 9      | 6        | 15    | 37        | 43         | 1/8-finale       | Ikke deltagende             |
| 2009/2010 | 1. division | 7         | 44            | 10     | 14       | 6     | 30        | 26         | 4. runde         | Ikke deltagende             |
| 2008/2009 | 1. division | 4         | 54            | 17     | 3        | 9     | 59        | 40         | 2. runde         | Ikke deltagende             |
| 2007/2008 | Superligaen | 11        | 20            | 5      | 5        | 23    | 29        | 68         | 2. runde         | Ikke deltagende             |
| 2006/2007 | Superligaen | 9         | 29            | 8      | 5        | 20    | 34        | 64         | Semifinale       | Ikke deltagende             |
| 2005/2006 | Superligaen | 4         | 54            | 15     | 9        | 9     | 62        | 43         | 5. runde         | Ikke deltagende             |
| 2004/2005 | Superligaen | 7         | 48            | 13     | 9        | 11    | 43        | 45         | 4. runde         | Ikke deltagende             |
| 2003/2004 | Superligaen | 7         | 42            | 11     | 9        | 13    | 47        | 44         | Kvartfinale      | Ikke deltagende             |
| 2002/2003 | Superligaen | 8         | 43            | 11     | 10       | 12    | 58        | 55         | Semifinale       | Ikke deltagende             |
| 2001/2002 | Superligaen | 8         | 41            | 10     | 11       | 12    | 46        | 45         | 5. runde         | Ikke deltagende             |
| 2000/2001 | Superligaen | 6         | 46            | 13     | 7        | 13    | 52        | 42         | Semifinale       | 2. runde i UEFA Cuppen      |
| 1999/2000 | Superligaen | 4         | 52            | 15     | 7        | 11    | 56        | 50         | Vundet           | Ikke deltagende             |
| 1998/1999 | Superligaen | 8         | 44            | 13     | 5        | 15    | 61        | 59         | 5. runde         | Ikke deltagende             |
| 1997/1998 | 1. division | 1         | 67            | 20     | 7        | 3     | 72        | 29         | 5. runde         | Ikke deltagende             |

### Europæisk deltagelse
UEFA cuppen 2000-01
| Runde | Dato  | Match                      | Resultat | Kommentar                 |
| ----- | ----- | -------------------------- | -------- | ------------------------- |
| 1.    | 14.09 | CSKA Moskva - Viborg FF    | 0 - 0    |                           |
| 1.    | 28.09 | Viborg FF - CSKA Moskva    | 1 - 0    | Efter forlænget spilletid |
| 2.    | 26.10 | Rayo Vallecano - Viborg FF | 1 - 0    |                           |
| 2.    | 09.11 | Viborg FF - Rayo Vallecano | 2 - 1    | Viborg FF færrest mål ude |

UEFA Europa Conference League 2022-23
| Runde    | Dato  | Match                    | Resultat | Kommentar |
| -------- | ----- | ------------------------ | -------- | --------- |
| 2.       | 21.07 | FK Sūduva - Viborg FF    | 0 - 1    |           |
| 2.       | 28.07 | Viborg FF - FK Sūduva    | 1 - 0    |           |
| 3.       | 03.08 | Viborg FF - B36 Tórshavn | 3 - 0    |           |
| 3.       | 09.08 | B36 Tórshavn - Viborg FF | 1 - 2    |           |
| Playoff. | 18.08 | West Ham - Viborg FF     | 3 - 1    |           |
| Playoff. | 25.08 | Viborg FF - West Ham     | 0 - 3    |           |

### Viborg F.F. Football Academy, Nigeria
Viborg F.F. har haft et fodboldakademi i den nigerianske by Owerri, hvorfra man bl.a. har hentet Paul Obiefule, Kingsley Onyenekwe, Christian Muomaife, Chukwunonso Oneugbu og Seyi Fayini.
Akadamiet eksisterer dog ikke længere.

### Hjemmebane
Viborg F.F. har hjemmebane på Energi Viborg Arena. Der er overdækket siddepladser på hele stadionet, der er inddelt i fire afsnit. Nord med 2.072 siddepladser, vest med 2.662 siddepladser, øst 2.762 siddepladser og syd med 2.040 siddepladser. I alt 9.566 siddepladser. Afsnit nord bliver brugt af udeholdets fan, mens afsnit syd bliver brugt af de forskellige fanklubber og supportere.
Banen måler 105m x 68m. Der er varme i banen, og banen er godkendt som DBU og UEFA stadion. Kvindelandsholdet i fodbold har ofte brugt Viborg Stadion som deres hjemmebane. Det nuværende stadion er bygget ovenpå et ældre stadion, hvor der var plads til ca. 15.000 tilskuere (dog var der klart flest ståpladser), og der var desuden en løbebane.

### Supportere
The Green Pride var klubbens officielle fanklub. Tidligere var The Green Pride en af de største i Danmark med over 500 medlemmer, men lukkede den 23/7 2024. Den første Ultras-gruppe blev født i 2002, da en gruppe teenagere etablerede Fanatikos. I 2004 blev Shamrock Ultras skabt.
Grøn Fight bør også nævnes. Den består primært af ældre fans der har fulgt klubben i årtier.

### FK Viborg
Forenede Klubber i Viborg (eller FK Viborg) er en fodboldklub, stiftet 2002, som en elite- overbygning/sammenslutning for U13-U15, som består af moderklubberne Viborg Nørremarken Viborg FF, Houlkær IF, Overlund GF, Viborg B67, Viborg Søndermarken, Ravnsbjerg IF og BT/SVIF. De yngre årgange er en del af Viborg FF Talent fra U5-U12, mens Viborg FF har licensen fra U17-U21.
Allerede i overbygningens første sæson blev det til et Jysk Mesterskab for drenge i Mesterrække 2, hvor holdet bestod af den talentfulde årgang 89-90.
Siden hen er det blevet til flere jyske mesterskaber, og FK Viborg er også godt repræsenteret på diverse Unionshold.
FK Viborg har udviklet mange fodboldtalenter, herunder Steffen Højer, Heine Fernandez, Søren Frederiksen, Ben Davies, Casper Tengstedt, Anton Gaaei, Erik Sviatchenko, Lucas Lund, Emil Frederiksen , Tobias Bech, Mads Søndergaard, Jakob Vester, Kevin Mensah, Magnus Jensen og Alexander Juel Andersen.

## Landsholdsspillere og profiler
Selvom klubben blot har været i landets bedste række i cirka 10 år, har klubben alligevel fostret flere landsholdsspillere, heriblandt Thomas Frandsen, Steffen Højer og Søren Frederiksen. Jesper Christiansen og Michael Gravgaard fik begge debut på landsholdet i 2005, men for Michael Gravgaards vedkommende var det dog først efter at være skiftet fra VFF til FC København, at han kom på banen for landsholdet. Han var dog udtaget til Morten Olsens landshold, mens han spillede i Viborg.
Både Frandsen, Højer og Fredriksen er efter ophold i andre klubber vendt tilbage til Viborg
Viborg har længe haft tradition for at huse stærke målmænd, da den seneste navnerække tæller profiler som Arek Onyszko, Jesper Christiansen og John Alvbåge
Blandt de tidligere profiler kan nævnes angriberne Søren Frederiksen og Heine Fernandez, der begge oplevede at blive topscorere i landets bedste række, mens de var i klubben.
I en afstemning foretaget i efteråret 2007 blev de to tilmed kåret til henholdsvis den største og den tredjestørste Viborg-profil nogensinde.
En anden succesfuld angriber var Thomas Dalgaard, som blev topscorer i 2 sæsoner i træk, med 27 mål i 1 division og efterfølgende 18 mål i Superligaen.
Dertil skal anføren Jakob Glerup Nielsen heller ikke glemmes. Han var været i klubben i over 10 år, og må om nogen betragtes som en legende.

### De største VFF-profiler gennem tiden
I efteråret 2007 afholdt VFF en konkurrence, hvor man kunne stemme på alletiders bedste VFF'er blandt 48 nominerede kandidater.
Top 10-resultatet af afstemningen blev:
1. Søren Frederiksen
2. Finn Døssing
3. Heine Fernandez
4. Jakob Glerup
5. Steffen Højer
6. Jørgen Pedersen
7. Michael Gravgaard
8. Erik Bundgaard
9. Arek Onyszko
10. Hans Ove Andersen

## Spillere

### A-Truppen
Oversigten er opdateret til og med 6. august 2025.
| Nr. | Land       | Position | Spiller             |
| --- | ---------- | -------- | ------------------- |
| 1   | Danmark    | MM       | Lucas Lund Pedersen |
| 2   | Norge      | FO       | Ivan Näsberg        |
| 4   | Holland    | MI       | Mees Hoedemakers    |
| 5   | Slovenien  | FO       | Zan Zaletel         |
| 6   | Danmark    | MI       | Mads Søndergaard    |
| 8   | Danmark    | MI       | Asker Beck          |
| 9   | Holland    | AN       | Tim Freriks         |
| 10  | Danmark    | MI       | Thomas Jørgensen    |
| 13  | Danmark    | MI       | Jeppe Grønning      |
| 16  | Montenegro | MM       | Filip Djukic        |
| 17  | Danmark    | AN       | Charly Nouck        |
| 18  | Tyskland   | MI       | Jean Manuel Mbom    |

| Nr. | Land             | Position | Spiller               |
| --- | ---------------- | -------- | --------------------- |
| 19  | Ækvatorialguinea | AN       | Dorian Junior         |
| 23  | Danmark          | FO       | Oliver Bundgaard      |
| 24  | Kenya            | FO       | Daniel Anyembe        |
| 26  | Danmark          | FO       | Hjalte Bidstrup       |
| 27  | Frankrig         | AN       | Yonis Njoh            |
| 29  | Danmark          | AN       | Sami Jalal            |
| 30  | Slovenien        | FO       | Srdjan Kuzmic         |
| 31  | Danmark          | FO       | Mikkel Løndal         |
| 32  | Danmark          | FO       | Lukas Emil Kirkegaard |
| 33  | Danmark          | MI       | Frederik Damkjer      |
| 37  | Danmark          | MI       | Jakob Vester          |
| 55  | Kroatien         | FO       | Stipe Radic           |

### Spillere af egen avl i brug
| Nr. | Land    | Position | Spiller               |
| --- | ------- | -------- | --------------------- |
| 1   | Danmark | MM       | Lucas Lund Pedersen   |
| 6   | Danmark | MI       | Mads Søndergaard      |
| 33  | Danmark | MI       | Frederik Damkjer      |
| 32  | Danmark | FO       | Lukas Emil Kirkegaard |
| 31  | Danmark | FO       | Mikkel Løndal         |
| 37  | Danmark | MI       | Jakob Vester          |

### Udlejede spillere
| Nr. | Land    | Position | Spiller          |
| --- | ------- | -------- | ---------------- |
|     | Danmark | MM       | Kasper Kiilerich |

### Trænerstaben
| 0Periode         | 0Cheftræner   | 0Assistent(er) |
| ---------------- | ------------- | --- |
| 024. juli 2025 — | Nickolai Lund | 28. juli 2025 — Martin Thomsen (assistenttræner) 4. august 2025 — Theis Larsen (assistenttræner) 7. marts 2024 — Ralf Pedersen (assistenttræner) 11. marts 2023 — Mads Agesen (Sportschef) 1. august 2020 — Kresten Vedstesen (Målmænd) 23. juni 2025 — Tobias Elstrup (Head of Physical Performance) 2. maj 2024 — Anders Pallisgaard (fysisk træner) 11. december 2024 — Teis Dau Larsen (Mental performance coach) |

### Transfers
| 0Sommer 2025 | 0Sommer 2025 |
| --- | --- |
| 1. Mees Hoedemakers – Købt fra NEC Nijmegen 2. Tim Freriks – Købt fra Esbjerg fB 3. Filip Djukic – Købt fra AC Horsens 4. Sami Jalal – Købt fra Kolding IF 5. Dorian Junior – Købt fra Marbella FC 6. Mikkel Løndal – Rykket op fra FK Viborg U-19 7. Yonis Njoh – Købt fra Pau FC 8. Frederik Damkjer – Rykket op fra FK Viborg U-19 9. Kasper Kiilerich – Retur fra lejeophold i Aarhus Fremad 10. Anel Zulic – Retur fra lejeophold i FC Koper 11. Paulinho – Retur fra lejeophold i Bandirmaspor 12. Nigel Thomas – Retur fra lejeophold i Académico Viseu | 1. Nigel Thomas – Solgt til Ado Den Haag 2. Anosike Ementa – Solgt til Zulte Waregem 3. Serginho – Solgt til Al Wasl FC 4. Oscar Hedvall – Solgt til Vålerenga 5. Isak Jensen – Solgt til AZ Alkmaar 6. Paulinho – Solgt til FC Oțelul Galați 7. Ibrahim Said – Solgt til Motherwell FC 8. Renato Júnior – Solgt til Al Wasl FC 9. Anel Zulic – Fri transfer til ND Ilirija 10. Kasper Kiilerich – Udlejet til Aarhus Fremad 11. Justin Lonwijk – Lejeaftale slut → Retur til Dynamo Kiev 12. Elias Andersson – Lejeaftale slut → Retur til Lech Poznan |

| 0Vinter 2024/2025 | 0Vinter 2024/2025 |
| --- | --- |
| 1. Yonis Njoh – Leje fra Pau FC 2. Hjalte Bidstrup – Købt fra FC København 3. Asker Beck – Købt fra Kolding IF 4. Nigel Thomas – Retur fra lejeophold i CD Nacional 5. Elias Andersson – Leje fra Lech Poznan 6. Anel Zulic – Retur fra lejeophold i NS Mura | 1. Nicolas Bürgy – Solgt til Odense Boldklub 2. Sofus Berger – Solgt til Silkeborg IF 3. Nigel Thomas – Udlejet til Académico Viseu 4. Magnus Westergaard – Solgt til Wycombe Wanderers 5. Kasper Kiilerich – Udlejet til Aarhus Fremad 6. Anel Zulic – Udlejet til FC Koper |

| 0Sommer 2024 | 0Sommer 2024 |
| --- | --- |
| 1. Ivan Näsberg – Fri transfer fra PAOK F.C. 2. Justin Lonwijk – Leje fra Dynamo Kiev 3. Thomas Jørgensen – Købt fra FC København 4. Charly Nouck – Købt fra Odense Boldklub 5. Oscar Hedvall – Købt fra FC Midtjylland 6. Isak Jensen – Købt fra St. Louis City SC 7. Lukas Emil Kirkegaard – Rykket op fra FK Viborg U-19 8. Jan Zamburek – Retur fra lejeophold i Slovan Liberec 9. Sofus Berger – Retur fra lejeophold i FC Fredericia 10. Marokhy Ndione – Retur fra lejeophold i Feirense 11. Paulinho – Retur fra lejeophold i Sport Clube União Torreense | 1. Jamie Jacobs – Fri transfer til FC Volendam 2. Martin Agnarsson – Fri transfer til Aarhus Fremad 3. Anel Zulic – Udlejet til NS Mura 4. Nigel Thomas – Udlejet til CD Nacional 5. Marokhy Ndione – Kontrakt ophævet 6. Jakob Bonde – Solgt til Odense Boldklub 7. Jan Zamburek – Solgt til Heracles Almelo 8. Paulinho – Udlejet til Bandirmaspor 9. Nico Mantl – Lejeaftale slut → Retur til Red Bull Salzburg 10. Malik Abubakari – Lejeaftale slut → Retur til Malmö FF 11. Mads Lauritsen – Stoppet karrieren |

| 0Vinter 2023/2024 | 0Vinter 2023/2024                                                                                |
| --- | ------------------------------------------------------------------------------------------------ |
| 1. Malik Abubakari – Leje fra Malmö FF 2. Stipe Radic – Købt fra Zrinjski Mostar 3. Nico Mantl – Leje fra Red Bull Salzburg | 1. Alassana Jatta – Solgt til Notts County 2. Paulinho – Udlejet til Sport Clube União Torreense |

| 0Sommer 2023 | 0Sommer 2023 |
| --- | --- |
| 1. Anel Zulic – Købt fra NK Radomlje 2. Isak Jensen – Leje fra St. Louis City SC 3. Jean Manuel Mbom – Købt fra Werder Bremen 4. Lasse Schulz – Leje fra SpVgg Fürth 5. Jamie Jacobs – Fri transfer 6. Nigel Thomas – Købt fra F.C. Paços de Ferreira 7. Serginho – Købt fra Estoril Praia 8. Srdjan Kuzmic – Købt fra NS Mura 9. Anosike Ementa – Købt fra AaB 10. Jakob Vester – Rykket op fra FK Viborg U-19 11. Lamin Jawara – Retur fra lejeophold i Holstebro BK | 1. Lamin Jawara – Kontrakt ophævet 2. Jan Zamburek – Udlejet til Slovan Liberec 3. Anton Gaaei – Solgt til Ajax 4. Nils Mortimer – Kontrakt ophævet 5. Sofus Berger – Udlejet til FC Fredericia 6. Marokhy Ndione – Udlejet til Feirense 7. Elias Achouri – Solgt til FC København 8. Paulinho – Udlejet til Portimonense S.C. 9. Mikkel Andersen – Kontraktudløb → Skiftet til Fremad Amager 10. Clint Leemans – Kontraktudløb → Skiftet til NAC Breda |

| 0Vinter 2022/2023 | 0Vinter 2022/2023 |
| --- | --- |
| 1. Renato Júnior – Købt fra Esporte Clube Água Santa 2. Paulinho – Købt fra C.F. Estrela da Amadora 3. Magnus Westergaard – Købt fra Lyngby BK | 1. Jay-Roy Grot – Solgt til Kashiwa Reysol 2. Lamin Jawara – Udlejet til Holstebro BK 3. Jonas Thorsen – Fri transfer til SønderjyskE 4. Christian Wagner – Kontrakt ophævet |

| 0Sommer 2022 | 0Sommer 2022 |
| --- | --- |
| 1. Martin Agnarsson – Købt fra B36 Tórshavn 2. Oliver Bundgaard – Købt fra Randers FC 3. Elias Achouri – Købt fra Estoril Praia 4. Jonas Thorsen – Fri transfer 5. Zan Zaletel – Fri transfer 6. Nils Mortimer – Fri transfer fra FC Barcelona 7. Nicolas Bürgy – Købt fra BSC Young Boys 8. Anton Gaaei – Rykket op fra FK Viborg U-19 | 1. Justin Lonwijk – Solgt til Dynamo Kiev 2. Younes Bakiz – Solgt til AaB 3. Christian Sørensen – Solgt til FC København 4. Christian Wagner – Udlejet til Moss FK 5. Tobias Bech Kristensen – Solgt til FC Ingolstadt 04 6. Lorenzo Gordinho – Kontraktudløb → Skiftet til HB Køge 7. Frans Dhia Putros – Kontraktudløb → Skiftet til Port FC 8. Lars Kramer – Kontraktudløb → Skiftet til AaB 9. Mads Frederiksen – Kontraktudløb 10. Frederik Christensen – Kontraktudløb → Skiftet til FC Fredericia |

| 0Vinter 2021/2022 | 0Vinter 2021/2022 |
| --- | --- |
| 1. Lamin Jawara – Fri transfer fra Hawks Banjul FC 2. Nicolas Bürgy – Leje fra BSC Young Boys 3. Marokhy Ndione – Købt fra IF Elfsborg 4. Jan Zamburek – Købt fra Brentford F.C. 5. Kasper Kiilerich – Rykket op fra FK Viborg U-19 | 1. Mads Aaquist – Solgt til Fremad Amager 2. Jeff Mensah – Stoppet karrieren 3. Kellian Van Der Kaap – Solgt til Levski Sofia 4. Sebastian Grønning – Solgt til Suwon Samsung Bluewings |

| 0Sommer 2021 | 0Sommer 2021 |
| --- | --- |
| 1. Mikkel Andersen – Fri transfer 2. Kellian Van Der Kaap – Fri transfer 3. Clint Leemans – Fri transfer 4. Daniel Anyembe – Købt fra Esbjerg fB 5. Mads Frederiksen – Rykket op fra FK Viborg U-19 6. Jay-Roy Grot – Fri transfer fra VfL Osnabrück 7. Frederik Ørsøe Christensen – Fri transfer fra FC Midtjylland 8. Justin Lonwijk – Købt fra FC Utrecht 9. Mads Lauritsen – Fri transfer fra Vejle Boldklub | 1. Can Dursun – Kontrakt ophævet 2. Davit Skhirtladze – Kontraktudløb 3. Serges Deble – Kontraktudløb 4. Mads Knügle – Kontraktudløb 5. Alexander Fischer – Kontraktudløb → Skiftet til Skive IK 6. Emil Scheel – Kontraktudløb 7. Frederik Brandhof – Kontraktudløb → Skiftet til AGF |

| 0Vinter 2020/2021 | 0Vinter 2020/2021 |
| --- | --- |
| 1. Serges Deble – Fri transfer 2. Davit Skhirtladze – Fri transfer 3. Justin Lonwijk – Leje fra FC Utrecht 4. Christian Wagner – Fri transfer fra AaB U-19 | 1. Casper Gandrup – Fri transfer til Vestri Isafjördur 2. Magnus Kaastrup – Lejeaftale slut → Retur til AGF 3. Patrik Gunnarsson – Lejeaftale slut → Retur til Brentford F.C. |

| 0Sommer 2020 | 0Sommer 2020 |  |
| --- | --- |  |
| 1. Ibrahim Said – Købt fra Dabo Babes Academy 2. Magnus Kaastrup – Leje fra AGF 3. Lorenzo Gordinho – Fri transfer fra Bidvest Wits FC 4. Patrik Gunnarsson – Leje fra Brentford F.C. 5. Mads Lauritsen – Leje fra Vejle Boldklub 6. Mads Knügle – Rykket op fra FK Viborg U-19 7. Sebastian Grønning – Fri transfer fra Skive IK 8. Sofus Berger Brix – Rykket op fra FK Viborg U-19 9. Mads Søndergaard Clausen – Rykket op fra FK Viborg U-19 10. Younes Bakiz – Fri transfer fra FC Roskilde 11. Casper Gandrup – Retur fra lejeophold i Aarhus Fremad | 1. Shelove Achelus – Kontrakt ophævet → Skiftet til Næstved Boldklub 2. Christian Moses – Fri transfer til FC Linköping City 3. Mikkel Agger – Solgt til Vendsyssel FF 4. Brandon Austin – Lejeaftale slut → Retur til Tottenham Hotspur 5. Simon Søndergård – Kontraktudløb → Skiftet til Kjellerup IF 6. Mikkel Knudsen – Kontraktudløb → Skiftet til FC Fredericia 7. Nikko Boxall – Kontraktudløb → Skiftet til SJK Seinäjoki 8. Albion Avdijaj – Kontrakt ophævet → Skiftet til KF Tirana 9. Christian Sivebæk – Kontraktudløb → Skiftet til Ungmennafélagið Fjölnir |  |

| 0Vinter 2019/2020                                                                  | 0Vinter 2019/2020 |
| ---------------------------------------------------------------------------------- | --- |
| 1. Brandon Austin – Leje fra Tottenham Hotspur 2. Frans Dhia Putros – Fri transfer | 1. Jacob Dehn – Solgt til Skive IK 2. Casper Gandrup – Udlejet til Aarhus Fremad 3. Mads Kjellerup – Kontrakt ophævet 4. Simon Trier – Kontrakt ophævet → Skiftet til Kolding IF 5. Ingvar Jónsson – Kontraktudløb → Skiftet til Víkingur 6. Ellery Balcombe – Lejeaftale ophævet → Retur til Brentford F.C. |

| 0Sommer 2019 | 0Sommer 2019 |
| --- | --- |
| 1. Shelove Achelus – Fri transfer fra AC Ajaccio 2. Albion Avdijaj – Fri transfer fra Grasshopper Club Zürich 3. Ellery Balcombe – Leje fra Brentford F.C. 4. Mads Aaquist – Købt fra FC Nordsjælland 5. Alassana Jatta – Købt fra Paide Linnameeskond 6. Christian Sørensen – Fri transfer 7. Lars Kramer – Fri transfer fra FC Groningen 8. Simon Søndergård – Rykket op fra Viborg FF U-19 | 1. Nikolaj Leth – Kontrakt ophævet → Skiftet til Randers FC 2. Andreas Albers – Kontraktudløb → Skiftet til SSV Jahn Regensburg 3. Nicklas Røjkjær – Solgt til Esbjerg fB 4. Sebastian Mourier – Kontraktudløb → Skiftet til Jammerbugt FC 5. Mikkel Vestergaard – Stoppet karrieren 6. Oliver Fredsted – Kontraktudløb 7. Oliver Thychosen – Kontraktudløb → Skiftet til Hobro IK 8. Morten Beck – Kontraktudløb → Skiftet til Hafnarfjarðar 9. Jung-Bin Park – Kontraktudløb 10. Richard Windbichler – Kontraktudløb → Skiftet til Melbourne City FC |

| 0Vinter 2018/2019 | 0Vinter 2018/2019                                             |
| --- | ------------------------------------------------------------- |
| 1. Richard Windbichler – Fri transfer 2. Frederik Brandhof – Købt fra FC Midtjylland 3. Mikkel Agger – Købt fra Sarpsborg 08 4. Can Dursun – Fri transfer fra Brabrand IF | 1. George Fochive – Kontraktudløb → Skiftet til Hapoel Hadera |

| 0Sommer 2018 | 0Sommer 2018 |
| --- | --- |
| 1. Ingvar Jónsson – Købt fra Sandefjord Fotball 2. Casper Gandrup – Rykket op fra FK Viborg U-19 3. Lucas Lund Pedersen – Rykket op fra FK Viborg U-19 4. Nikolaj Leth – Rykket op fra FK Viborg U-19 5. Tobias Bech Kristensen – Rykket op fra FK Viborg U-17 6. Emil Scheel – Købt fra SønderjyskE 7. Jeff Mensah – Fri transfer fra Thisted FC 8. Oliver Fredsted – Fri transfer 9. Jakob Bonde – Købt fra Nykøbing FC | 1. Jonas Kamper – Stoppet karrieren 2. Sebastian John – Kontraktudløb → Skiftet til Fremad Amager 3. Markus Bay – Kontraktudløb → Skiftet til Fremad Amager 4. Mikkel Jespersen – Kontraktudløb → Skiftet til Skive IK 5. Jacob Vetter – Kontraktudløb → Skiftet til Skive IK 6. Frederik Mortensen – Kontraktudløb → Skiftet til AC Horsens 7. Pierre Larsen – Lejeaftale slut → Retur til FC Helsingør 8. Søren Reese – Solgt til FC Midtjylland 9. Walter Viitala – Kontrakt ophævet → Skiftet til Malmø FF |

| 0Vinter 2017/2018 | 0Vinter 2017/2018 |
| --- | --- |
| 1. Christian Moses – Leje fra FC Lion Pride 2. Nikko Boxall – Købt fra KuPS 3. Nicklas Røjkjær – Købt fra FC København 4. Mikkel Knudsen – Købt fra FC Fredericia | 1. Søren Frederiksen – Kontraktudløb → Skiftet til SønderjyskE 2. Danilo Arrieta – Kontraktudløb 3. Mikkel Kallesøe – Lejeaftale slut → Retur til Randers FC 4. Erik Moberg – Kontrakt ophævet → Skiftet til Jönköpings Södra IF |

| 0Sommer 2017 | 0Sommer 2017 |
| --- | --- |
| 1. Mikkel Kallesøe – Leje fra Randers FC 2. Alexander Fischer – Købt fra Randers FC 3. Pierre Larsen – Leje fra FC Helsingør 4. Markus Bay – Fri transfer fra Ajax 5. Danilo Arrieta – Fri transfer 6. Mikkel Jespersen – Fri transfer 7. Morten Beck – Fri transfer fra FC Fredericia 8. Andreas Albers – Fri transfer fra Silkeborg IF 9. Simon Trier – Rykket op fra FK Viborg U-19 10. Frederik Mortensen – Rykket op fra FK Viborg U-19 11. Jacob Vetter – Rykket op fra FK Viborg U-19 | 1. Jeppe Curth – Stoppet karrieren 2. Mathias Wichmann – Kontraktudløb → Skiftet til FK Jerv 3. Serges Deble – Kontraktudløb → Skiftet til Meizhou Hakka 4. Peter Friis Jensen – Kontraktudløb → Skiftet til Silkeborg 5. Jonas Thorsen – Kontraktudløb → Skiftet til AC Horsens 6. Baba Mensah – Lejeaftale slut → Retur til Inter Allies 7. Christian Keller – Kontraktudløb → Stoppet karrieren 8. Aleksandar Stankov – Kontraktudløb → Skiftet til HB Tórshavn 9. Kristoffer Pallesen – Solgt til AaB 10. Alexander Jakobsen – Solgt til IFK Norrköping 11. Mate Vatsadze – Kontrakt ophævet → Skiftet til Silkeborg IF 12. Osama Akharraz – Kontrakt ophævet |

| 0Vinter 2016/2017 | 0Vinter 2016/2017 |
| --- | --- |
| 1. Alexander Jakobsen – Købt fra FK Bodø/Glimt 2. Erik Moberg – Fri transfer 3. Mate Vatsadze – Fri transfer 4. Walter Viitala – Fri transfer fra IFK Mariehamn 5. Baba Mensah – Leje fra Inter Allies | 1. Mikkel Rask – Kontraktudløb → skiftet til AGF 2. Donny Gorter – Kontraktudløb 3. Andreas Bruhn – Kontrakt ophævet 4. Jeroen Veldmate – Kontrakt ophævet 5. Aleksandar Stankov – Udlejet til HB Tórshavn |

| 0Sommer 2016 | 0Sommer 2016 |
| --- | --- |
| 1. Mads Kjellerup – Rykket op fra FK Viborg U-19 2. Jung-Bin Park – Købt fra Hobro IK 3. Oliver Thychosen – Købt fra FC Nordsjælland 4. Christian Keller – Fri transfer 5. Andreas Bruhn – Fri transfer 6. Jacob Dehn Andersen – Fri transfer 7. Aleksandar Stankov – Retur fra lejeophold i AC Horsens 8. Christian Sivebæk – Retur fra lejeophold i Vejle Boldklub 9. Donny Gorter – Fri transfer fra NAC Breda | 1. Lukas Lerager – Transfer til Zulte Waregem 2. Jacob Egeris – Kontraktudløb → skiftet til Vejle BK 3. Christopher Poulsen – Kontraktudløb 4. Jeff Mensah – Kontraktudløb 5. Sebastian Andersen – Fri transfer til Hobro IK 6. Ante Rukavina – Lejeaftale slut → Retur til Dinamo Zagreb 7. Nicholas Gotfredsen – Fri transfer til Hobro IK 8. Antonio Stankov – Kontraktudløb 9. Patrick Bang Nielsen – Kontrakt ophævet 10. Sebastian Denius – Kontrakt ophævet |

| 0Vinter 2015/2016 | 0Vinter 2015/2016 |
| --- | --- |
| 1. George Fochive – Købt fra Portland Timbers 2. Mikkel Vestergaard – Købt fra Esbjerg fB 3. Søren Frederiksen – Købt fra KR Reykjavik | 1. Babajide Ogunbiyi – Kontraktudløb → skiftet til Hobro IK 2. Marcel Rømer – Kontrakt ophævet → skiftet til SønderjyskE 3. Christian Sivebæk – Udlejet til Vejle BK 4. Alhaji Gero – Kontrakt ophævet → skiftet til Östersunds FK |

| 0Sommer 2015 | 0Sommer 2015 |
| --- | --- |
| 1. Christian Sivebæk – Fri transfer fra Vejle Boldklub 2. Jonas Kamper – Fri transfer fra Randers FC 3. Sebastian Denius – Retur fra lejeophold i Kjellerup IF 4. Jeroen Veldmate – Fri transfer fra Heracles Almelo 5. Jeff Mensah – Retur fra lejeophold i Skive IK 6. Ante Rukavina – Leje fra Dinamo Zagreb 7. Osama Akharraz – Fri transfer | 1. Elson Hooi – Lejeaftale slut → Retur til NAC Breda 2. Martin Svensson – Kontrakt udløb → skiftet til Vejle Boldklub 3. Lasse Andersen – Kontrakt ophævet 4. Simon Vetter – Kontrakt ophævet 5. Simon Enevoldsen – Kontraktudløb 6. Nicholas Gotfredsen – Udlejet til FC Fredericia 7. Antonio Stankov – Udlejet til Vejle BK 8. Patrick Bang Nielsen – Udlejet til Vendsyssel FF 9. Aleksandar Stankov – Udlejet til AC Horsens |

| 0Vinter 2014/2015 | 0Vinter 2014/2015 |
| --- | --- |
| 1. Alhaji Gero – Fri transfer fra Östers IF 2. Mathias Wichmann – Fri transfer fra AaB 3. Søren Reese – Købt fra Jammerbugt FC 4. Elson Hooi – Leje fra NAC Breda | 1. Danilo Arrieta – Kontrakt ophævet → skiftet til Skive IK 2. Kevin Mensah – Solgt til Esbjerg fB 3. Jeff Mensah – Udlejet til Skive IK 4. Patrick Bang Nielsen – Udlejet til FC Fredericia 5. Simon Vetter – Udlejet til Kjellerup IF 6. Sebastian Denius – Udlejet til Kjellerup IF 7. Lasse Andersen – Udlejet til Kjellerup IF |

| 0Sommer 2014 | 0Sommer 2014 |
| --- | --- |
| 1. Jeppe Curth – Fri transfer fra AaB 2. Antonio Stankov – Fri transfer fra MVV Maastricht 3. Sebastian Andersen – Fri transfer fra Hobro IK 4. Simon Enevoldsen – Fri transfer fra Jammerbugt FC 5. Jeppe Grønning – Retur fra lejeophold i Hobro IK 6. Peter Friis Jensen – Transfer fra Randers FC 7. Serges Déblé – Fri transfer 8. Martin Svensson – Transfer fra Randers FC | 1. Lucas Jensen – Fri transfer til Odense Boldklub 2. Simon Nagel – Fri transfer til Vejle Boldklub 3. Michal Peskovic – Fri transfer til Podbeskidzie Bielsko-Biala 4. Emilijus Zubas – Lejeaftale slut → retur til FC Daugava 5. Andreas Hagen – Kontraktudløb 6. Fredrik Stoor – Kontraktudløb 7. Wilton Figueiredo – Kontraktudløb 8. David Boysen – Transfer til Lyngby BK 9. Ken Fagerberg – Fri transfer til Vendsyssel FF 10. Thomas Dalgaard – Transfer til SC Heerenveen |

| 0Vinter 2013/2014 | 0Vinter 2013/2014 |
| --- | --- |
| 1. David Boysen – Fri transfer fra Lyngby BK 2. Ken Fagerberg – Købt fra AC Horsens 3. Fredrik Stoor – Fri transfer fra Lillestrøm 4. Emilijus Zubas – Leje fra FK Daugava Riga | 1. Markus Gustafsson – Kontrakt ophævet → skiftet til Ljungskile SK 2. Mike Grella – Kontraktudløb 3. Jeppe Grønning – Udlejet til Hobro IK 4. Sebastian Andersen – Udlejet til Hobro IK 5. Kevin Ray Mendoza Hansen – Kontrakt ophævet → skiftet til Kjellerup IF |

| 0Sommer 2013 | 0Sommer 2013 |
| --- | --- |
| 1. Kristoffer Pallesen – Fri transfer fra Hobro IK 2. Jacob Egeris – Fri transfer fra FC Nordsjælland 3. Christopher Poulsen – Fri transfer 4. Babajide Ogunbiyi – Købt fra Vendsyssel FF 5. Lukas Lerager – Købt fra AB 6. Michal Peškovič – Fri transfer fra Ruch Chorzów 7. Sebastian Andersen – Købt fra Esbjerg fB 8. Marcel Rømer – Købt fra HB Køge 9. Mike Grella – Fri transfer fra Scunthorpe 10. Wílton Figueiredo – Fri transfer fra Gaziantepspor | 1. Kasper Stiller – Kontrakt ophævet → skiftet til Jammerbugt FC 2. Martin Hansen – Kontraktudløb → skiftet til FC Nordsjælland 3. Jens-Kristian Sørensen – Kontraktudløb → skiftet til Vendsyssel FF 4. Mads Lauritsen – Kontraktudløb → skiftet til Thisted FC 5. Carlos Shiralipour – Kontraktudløb → Karrierestop 6. Razak Pimpong – Kontrakt ophævet → skiftet til Ringkøbing IF 7. Tobias Perch-Nielsen – Udlejet til Hobro IK 8. Mathias Gertsen – Kontrakt ophævet → skiftet til Skive IK 9. Ousmane Sarr – Kontrakt ophævet |

| 0Vinter 2012/2013 | 0Vinter 2012/2013                                             |
| --- | ------------------------------------------------------------- |
| 1. Aleksandar Stankov – Fri transfer fra Hobro IK 2. Nicholas Gotfredsen – Fri transfer fra AaB 3. Markus Gustafsson – Fri transfer fra GAIS | 1. Andrés Flores – Lejeaftale slut → retur til Isidro Metapán |

| 0Sommer 2012 | 0Sommer 2012 |
| --- | --- |
| 1. Kasper Stiller – Fri transfer fra Blokhus FC 2. Jeppe Grønning – Fri transfer fra FC Fyn 3. Patrick Bang Nielsen – Fri transfer fra Kjellerup IF 4. Tobias Perch-Nielsen – Købt fra FC Roskilde 5. Danilo Arrieta – Købt fra Hobro IK 6. Jacob Egeris Pedersen – Leje fra FC Nordsjælland | 1. Asbjørn Sennels – Kontraktudløb → stoppet karrieren 2. Lasse Ankjær – Kontraktudløb → skiftet til Hobro IK 3. Jesper Kjærulff – Kontraktudløb → skiftet til FC Fyn 4. Adda Djeziri – Kontraktudløb → skiftet til Blackpool F.C. 5. Mathias Nielsen – Lejeaftale slut → retur til FC Nordsjælland 6. Kenneth Hansen – Kontraktudløb 7. Babajide Ogunbiyi – Kontraktudløb → skiftet til New York Red Bulls |

| 0Vinter 2011/2012 | 0Vinter 2011/2012 |
| --- | --- |
| 1. Thomas Dalgaard – Fri transfer fra Skive IK 2. Simon Nagel – Fri transfer 3. Lucas Jensen – Rykket op fra FK Viborg 4. Andrés Flores – Leje fra Isidro Metapán 5. Martin Hansen – Fri transfer fra Liverpool F.C. 6. Mathias Nielsen – Leje fra FC Nordsjælland 7. Andreas Hagen – Fri transfer fra FK Jerv 8. Asbjørn Sennels – Genoptaget karrieren 9. Ousmane Sarr – Fri transfer fra Randers FC 10. Adda Djeziri – Fri transfer fra HB Køge | 1. Ken Fagerberg – Lejeaftale slut → skiftet til AC Horsens 2. Andrei Sidorenkov – Kontraktudløb → skiftet til FC Fredericia 3. Robert Veselovsky – Kontraktudløb → skiftet til AC Horsens 4. Dennis Høegh – Kontraktudløb 5. Valentino Lai – Kontraktudløb → Karrierestop 6. Mads Hvilsom – Lejeaftale slut → retur til FC Midtjylland 7. Eduardo Delani – Kontrakt ophævet → Karrierestop |

| 0Sommer 2011 | 0Sommer 2011 |
| --- | --- |
| 1. Eduardo Delani – Fri transfer fra Guangzhou 2. Valentino Lai – Fri transfer fra Vejle BK 3. Jens-Kristian Sørensen – Købt fra AaB 4. Mads Hvilsom – Leje fra FC Midtjylland 5. Ken Fagerberg – Leje fra FC Midtjylland 6. Andrei Sidorenkov – Fri transfer fra SønderjyskE | 1. Nicolai Melchiorsen – Kontraktudløb → skiftet til AB 2. Emil Haucke – Spillede som amatør → skiftet til Nybergsund IL-Trysil 3. Christian Stisen – Kontraktudløb → skiftet til Aars FC 4. Eldin Karisik – Kontraktudløb 5. Casper Sørensen – Kontraktudløb 6. Christian Olsen – Kontraktudløb → skiftet til Skive IK 7. Marc Dal Hende – Kontraktudløb → skiftet til AB 8. Sune Kiilerich – Lejeaftale slut → retur til Sampdoria 9. Timmi Johansen – Lejeaftale slut → retur til OB 10. Ricki Olsen – Lejeaftale slut → retur til Randers FC 11. Alexander Juel Andersen – Kontraktudløb → skiftet til AC Horsens 12. Kristian Kirk – Kontrakt ophævet → Karrierestop |

| 0Vinter 2010/2011 | 0Vinter 2010/2011 |
| --- | --- |
| 1. Emil Haucke – Fri transfer fra Nybergsund IL-Trysil 2. Mikkel Rask – Købt fra FC Hjørring 3. Timmi Johansen – Leje fra OB 4. Ricki Olsen – Leje fra Randers FC 5. Dennis Høegh – Fri transfer fra AGF | 1. George Popkhadze – Kontrakt ophævet → skiftet til FC Zestafoni 2. Alexander Juel Andersen – Udlejet til Randers FC 3. Kenneth Skov Nielsen – Kontrakt ophævet → Karrierestop 4. Simon Bræmer – Kontraktudløb → skiftet til Hvidovre IF 5. Philip Rasmussen – Kontraktudløb → skiftet til FC Vestsjælland 6. Kasper Østervemb Nielsen – Kontrakt ophævet → skiftet til Holstebro |

| 0Sommer 2010 | 0Sommer 2010 |
| --- | --- |
| 1. Babajide Ogunbiyi – Fri transfer fra Viborg FF 2. Nicolai Melchiorsen – Fri transfer fra Lyngby Boldklub 3. Casper Sørensen – Rykket op fra FK Viborg 4. Carlos Shiralipour – Rykket op fra FK Viborg 5. Jeff Mensah – Rykket op fra FK Viborg 6. Kenneth Skov Nielsen – Rykket op fra FK Viborg 7. Kasper Østervemb Nielsen – Rykket op fra FK Viborg 8. Simon Bræmer – Fri transfer 9. Sune Killerich – Leje fra Sampdoria 10. Philip Rasmussen – Transfer fra FC Nordsjælland | 1. Simeon Bulgaru – Kontrakt ophævet → skiftet til Alania Vladikavkaz 2. Asbjørn Sennels – Kontraktudløb → stoppet karrieren 3. Jakob Glerup – Kontraktudløb → stoppet karrieren 4. Thomas Raun – Solgt til Landskrona BOIS 5. Seyi Fayini – Kontraktudløb 6. Babajide Ogunbiyi – Kontraktudløb (Amatør) 7. Hans Christian Høy – Kontraktudløb → skiftet til Brabrand IF 8. Søren Ulrik Vestergaard – Stoppet karrieren 9. Christian Muomaife – Udlejet til Hobro IK |

| 0Vinter 2009/2010                                                                                       | 0Vinter 2009/2010 |
| --- | --- |
| 1. Marc Dal Hende – Fri transfer fra F.C. København 2. Niclas Tüchsen – Retur fra lejeophold i Hobro IK | 1. Ralf Pedersen – Skiftet til Kjellerup IF som spillende assistenttræner 2. Jesper Lindegaard – Kontraktudløb 3. Alex da Silva – Kontrakt ophævet 4. Niclas Tüchsen – Kontrakt ophævet |

| 0Sommer 2009 | 0Sommer 2009 |
| --- | --- |
| 1. Seyi Fayini – Rykket op fra FK Viborg U-19 2. Lasse Ankjær – Købt i Skive IK 3. Razak Pimpong – Fri transfer fra Al-Masry 4. Jonas Thorsen – Hentet i AGF 5. Carlos Shiralipoor – Rykket op fra FK Viborg U-19 6. Christian Stisen – Rykket op fra FK Viborg U-19 | 1. Thomas Tengstedt – Karrierestop 2. Dan Anton Johansen – Kontraktudløb → skiftet til Hvidovre IF 3. Mikkel Rask – Kontraktudløb → skiftet til Diyabakirspor 4. Nick Ragus – Kontrakt ophævet → skiftet til Brabrand IF 5. Thomas Røll – Karrierestop 6. Lasse Kryger – Kontraktudløb → skiftet til FC Fredericia 7. Jesper Andersen – Kontraktudløb → skiftet til FC Hjørring 8. Rúrik Gíslason – Solgt til OB 9. Sebastian Göransson – Kontrakt ophævet → skiftet til Husqvarna FF 10. Niclas Tüchsen – udlejet til Hobro IK |

| 0Vinter 2008/2009                                                                        | 0Vinter 2008/2009 |
| ---------------------------------------------------------------------------------------- | ----------------- |
| 1. Robert Veselovsky – Hentet i Östers IF 2. Kevin Mensah – Rykket op fra FK Viborg U-19 |                   |

### Tidligere spillere
| Målmænd | Forsvarsspillere | Midtbanespillere | Angribere |
| --- | --- | --- | --- |
| - John Alvbåge - Jesper Christiansen - Casper Jacobsen - Peter Jensen - Henrik Jørgensen - Roald Kiilerich - Kristian Kirk - Jens Krogh - Stephen Lowe - Maciej Lykowski - Kenneth Merrild - Michael Nielsen - Ståle Oldeide - Arek Onyszko - "Svenner" Poulsen - Anders Rasmussen - Jan Rindom - Chris Sharpe - Robert Veselovsky - Milan Simeunovic - Michal Peskovic - Emilijus Zubas - Simon Enevoldsen - Ellery Balcome (en) - Brandon Austin (en) | - Regis Amarante - Jesper Andersen - Alexander Juel Andersen - Thomas Andie - Zoltan Balog - Hermann Brügmann - Simeon Bulgaru - Mike Burns - Thomas Guldborg Christensen - Carsten Christiansen - Carsten Dethlefsen - Michael Døssing - Michael Gravgaard - Morten Hamm - Dennis Hansen - Tom Reidar Haraldsen - Emil Haucke - Petri Helin - Palle Sørensen - Peder Henriksen - Flemmning Jensen - Morten Jensen - Søren Jensen - Dan Anton Johansen - Timmi Johansen - Henrik Kastbjerg - Sune Kiilerich - Raoul Kouakou - Jakob Kjeldbjerg - René Kjærsgaard - Lars Kristensen - Frode Langagergaard - Jan Larsen - Jesper Lindegaard - Lennart Lynge Larsen - Claus Nielsen - Martin Nielsen - Súni Olsen - Kingsley Onyenekwe - Brian "Bingo" Pedersen - George Popkhadze - Mikael Rosén - Torben Royal - Robbie Russell - Andrei Sidorenkov - Casper Sørensen - Thomas Tengstedt - Henrik Tønnesen - Andreas Hagen - Fredrik Stoor - Erik Moberg - Lasse Andersen - Babajide Ogunbiyi - Christopher Poulsen - Jacob Egeris - Patrick Bang Nielsen - Antonio Stankov - Aleksandar Stankov | - Flemming Andreasen - Jimmi Bartholomæussen - Jakob Berger - Morten Bertolt - Stefan Bidstrup - Morten Bisgaard - Christian Flindt-Bjerg - Imants Bleidelis - Erik Bundgaard - Thomas Christophersen - Elvis Johnny Correa - Eduardo Delani - John Dyring - Seyi Fayini - Thomas Frandsen - Rúrik Gíslason - Jakob Glerup - Tommi Grönlund - Mehdi Guerrouad - Sebastian Göransson - Nicklas Hindsberg - Risto Kallaste - Kristian Kaagh - Eldin Karisik - Christian Keller - Claus Kjærgaard - Thomas Krause - Valentino Lai - Jan Larsen - Jeppe Lynge Larsen - Christian Magleby - Nicolai Melchiorsen - Simon Nagel - Bent "Zico" Nielsen - John S. Nielsen - Kenneth Skov Nielsen - Michael Nonbo - Leif "Lunte" Nielsen - Alex Nørlund - Paul Obiefule - Petter Furuseth-Olsen - Ricki Olsen - Christian Overby - Henrik S. Pedersen - Robert Åhman-Persson - Christopher Poulsen - Morten Poulsen - Thomas Poulsen - Nick Ragus - David Rasmussen - Philip Rasmussen - Kaspar Rynkeby - Thomas Røll - Jesper Schau - Alex da Silva - Claus Struck - Jakob Svejstrup - Jesper Stüker - Palle Sørensen - Per Sørensen - Anders Sørensen - Martin Thomsen - Niclas Tüchsen - Milenko Vukcevic - Grzegorz Więzik - Anders Winther - Joe Zewe - Martin Åslund - Ousmane Sarr - Lucas Jensen - Simon Nagel - David Boysen - Wilton Figueiredo - Kevin Mensah - Martin Svensson - Marcel Rømer - Lukas Lerager - Sebastian Denius - Nicholas Gotfredsen - Sebastian Andersen - Jeff Mensah - Markus Gustafsson - Tobias Bech | - Daniel Alexandersson - Flemming Andreasen - Morten Andersen - Thomas Ambrosius - Rune Bach - Søren Borup - Simon Bræmer - Denni Conteh - Ørjan Dahl - Marc Dal Hende - Finn Døssing - Hans Eklund - Hans Erfurt - Graham Easter - Kenneth Fabricius - Ken Fagerberg - Heine Fernandez - Søren Frederiksen - Jens Jørn Ginnerup - Jan Haurits - Johnny Helledie - Mads Hvilsom - Dennis Høegh - Steffen Højer - Jesper Håkansson - Simon Josefsen - Luiz Carlos Junior - Anders Kaagh - Lasse Kryger - Ulrik Graa Kvist - Klaus Kærgård - Jan Lauridsen - Yuri Morales - José Mota - Christian Muomaife - Kasper Østervemb Nielsen - Chima Okorie - Christian Olsen - Jacob Olesen - Will Orben - Denni Patschinsky - Sasho Petrovski - Srdjan Radonjic - Micky Rasmussen - Peter Rasmussen - Rasmus Rathe - Allan Reese - Ole Skov - Kenni Sommer - Christian Stisen - Niels Holm Sørensen - Bernard Tchoutang - Claus Troelsen - Johnny Tveen - Søren Ulrik Vestergaard - Sammy Youssouf - Thomas Dalgaard - Ken Fagerberg - Danilo Arrieta - Simon Vetter - Alhaji Gero |

Oversigt sidst opdateret: 25. juli 2016.

### Trænere 1964 – 2025
| Periode                              | Cheftræner                  | Forhold       | Antal kampe                                     | Liga        |
| ------------------------------------ | --------------------------- | ------------- | ----------------------------------------------- | ----------- |
| 20. juni 2025 → 24 juli 2025         | Nickolai Lund               | Midlertidig   |                                                 | SL          |
| 19. december 2023 → 30 juni 2025     | Jakob Poulsen               | Transfer      |                                                 | SL          |
| 8. november 2023 → 19. december 2023 | Jakob Poulsen               | Midlertidig   |                                                 | SL          |
| 3. februar 2022 → 8. november 2023   | Jacob Friis                 | Transfer      |                                                 | SL          |
| 16. januar 2021 → 8. marts 2022      | Lars Friis                  | Transfer      |                                                 | 1. div / SL |
| 20. juni 2019 → 22. december 2020    | Jacob Neestrup              | Transfer      |                                                 | 1. div      |
| 27. august 2017 → 3. juni 2019       | Steffen Højer               | Fyret         |                                                 | 1. div      |
| 9. juni 2015 → 2. august 2017        | Johnny Mølby                | Fyret         |                                                 | SL / 1. div |
| 10. februar 2014 → 6. juni 2015      | Auri Skarbalius             | Kontraktudløb | I alt: 48, Vun-19, Uaf-18, Tab-11, Mål= 60-46   | SL / 1. div |
| 1. juli 2011 → 31. januar 2014       | Ove Christensen             | Sygdom        | I alt:                                          | SL / 1. div |
| 25. november 2010 → 30. juni 2011    | Steffen Højer               | Midlertidig   | I alt:                                          | 1. div      |
| 3. juli 2009 → 24. november 2010     | Lars Søndergaard            | Fyret         | I alt:                                          | 1. div      |
| 8. april 2009 → 30. juni 2009        | Søren Frederiksen           | Midlertidig   | I alt: 4, Vun-3, Uaf-0, Tab-1, Mål= 9-4         | 1. div      |
| 1. januar 2008 → 8. april 2009       | Hans Eklund                 | Fyret         |                                                 | SL / 1. div |
| 9. november 2007 → 31. december 2007 | Stephen Lowe Jan Østergaard | Midlertidig   | I alt: 3, Vun-1, Uaf-1, Tab-1, Mål= 3-3         | Superligaen |
| 22. november 2006 → 8. november 2007 | Anders Linderoth            | Fyret         | I alt: 30, Vun-6, Uaf-3, Tab-21, Mål= 25-50     | Superligaen |
| 26. juli 2006 → 21. november 2006    | Tommy Møller Nielsen        | Midlertidig   | I alt: 16, Vun-5, Uaf-3, Tab-8, Mål= 17-31      | Superligaen |
| 1. juli 2003 → 26. juli 2006         | Ove Christensen             | Fyret         |                                                 | Superligaen |
| 17. april 2003 → 31. juni 2003       | Benny Lennartsson           | Midlertidig   | I alt: 10, Vun-6, Uaf-2, Tab-2, Mål= 25-13      | Superligaen |
| 24. oktober 2001 → 17. april 2003    | Søren Kusk                  | Fyret         | I alt: 44, Vun-12, Uaf-14, Tab-18, Mål= 64-71   | Superligaen |
| 1. juli 1999 → 23. oktober 2001      | Kim Poulsen                 | Fyret         | I alt: 78, Vun-31, Uaf-19, Tab-28, Mål= 123-108 | Superligaen |
| 1. juli 1995 → 30. juni 1999         | Ove Christensen             | Selv sagt op  |                                                 | SL / 1. div |
| 1. januar 1995 → 30 juni 1995        | Viggo Jensen                | Midlertidig   |                                                 | 1. div      |
| 1. juni 1993 → 31. december 1994     | Roald Poulsen               | Selv sagt op  | I alt: 18, Vun-3, Uaf-4, Tab-11, Mål= 25-11     | SL / 1. div |
| 1. januar 1990 → 1993                | Peter Rudbæk                |               |                                                 | 1. div / SL |
| 1988 → 31. december 1989             | Hans Ove Andersen           | Selv sagt op  |                                                 | 1. div      |
| 1984 → 1987                          | Jens Tang Olesen            |               |                                                 | 1. div      |
| 1984 → 1984                          | E. Bundgaard                |               |                                                 | 1. div      |
| 1982 → 1983                          | E. Bründl                   |               |                                                 |             |
| 1980 → 1981                          | S. Hugger                   |               |                                                 |             |
|                                      |                             |               |                                                 |             |
| 1964                                 | Rudi Strittich              |               |                                                 |             |

## Fodnoter
1. ↑  Viborg F.F. fodbold-transfers.dk, besøgt 4. maj 2023.
2. ↑  Historien - Viborg F.F. Prof. Fodbold A/S
3. ↑  Assistent bliver sportschef i Viborg bold.dk, 6. januar 2006
4. ↑  Utilfreds Ove Christensen vil væk fra Viborg (Webside ikke længere tilgængelig) bold.dk, 24. juli 2006
5. ↑  Viborg fyrer Ove C og Flemming Nielsen (Webside ikke længere tilgængelig) bold.dk, 26. juli 2006
6. ↑  Linderoth ny Viborg-træner bold.dk, 9. november 2006
7. ↑  Linderoth og Møller Nielsen færdige i VFF bold.dk, 9. november 2007
8. ↑  Eklund ny Viborg-træner (Webside ikke længere tilgængelig) bold.dk, 26. november 2007
9. ↑  Søren Frederiksen skifter til Viborg Avisen.dk
10. ↑  Skuffede Skive: Viborg er uprofessionel bold.dk, 7. december 2007
11. ↑  Hans Eklund fyret (Webside ikke længere tilgængelig) Viborg Stifts Folkeblad, 8. april 2009
12. ↑  Søndergaard skal føre Viborg i SAS Ligaen bold.dk, 3. juli 2009
13. ↑  Da Silva færdig i Viborg bold.dk, 22. januar 2010
14. ↑  Lørdagens træning bød på nye øvelser Viborg F.F., 11. januar 2010
15. ↑  Redegørelse for forløbet med Bernio Verhagen - Viborg F.F. Prof. Fodbold A/S
16. ↑  Bernio Verhagen er tiltalt for bedrageri mod Viborg FF | TV MIDTVEST
17. ↑  https://www.tv3sport.dk/sport/fodbold/nyheder/officielt-jesper-fredberg-forlader-viborg-ff
18. ↑  Gaaei om Ajax-skifte: Har været flere måneder undervejs | Bold
19. ↑  Om Viborg FF Talent Viborg FF
20. ↑  De 10 største VFF-profiler (Webside ikke længere tilgængelig) Viborg FF – officiel site, 8. november 2007
21. ↑  "Truppen". Viborg FF. Hentet 4. august 2025.
22. ↑  Viborg fyrer Johnny Mølby bold.dk, 2. august 2017
23. ↑  Viborg-bombe: Ove Christensen stopper bold.dk, 31. januar 2014
24. 1 2  Træner fyret i Viborg (Webside ikke længere tilgængelig) DR Midt-Vest, 8. april 2009
25. 1 2  Anders Linderoth stopper i Viborg  BT, 9. november 2007
26. 1 2  Cheftræner og sportschef fyret DR Sporten, 26. juli 2006
27. ↑  7 point i tre kampe under træner Benny Lennartsson BT, 5. maj 2003
28. ↑  Søren Kusk forlænger kontrakt Arkiveret 5. marts 2016 hos  Wayback Machine Fyens Stiftstidende, 5. december 2001
29. ↑  Kusk fyret efter fredags-træningen BT, 18. april 2003
30. ↑  Fyret Poulsen: Viborg forvænt BT, 25. oktober 2001